# 135e régiment d'artillerie (France)
Pour les articles homonymes, voir 135e régiment.
Le 135e régiment d'artillerie lourde (135e RAL) est un régiment de l'Armée de terre française qui a combattu en 1918, à la fin de la Première Guerre mondiale.

## Création et composition
Le 135e RAL est créé le 1er mars 1918, à partir des deux groupes du 2e groupement du 113e RAL, formant l'artillerie lourde du 35e corps d'armée. Le Ier groupe (I/135e) est l'ancien IIIe groupe du 113e, le IIe groupe (II/135e) l'ancien IVe groupe du 113e. Rattaché à la 121e division d'infanterie, le VIe groupe du 135e (VI/135e) est l'ancien XXIIe groupe du 133e RAL,. Enfin, le Ve groupe du 135e (V/135e), créé en mai 1918, est rattaché à la 53e division d'infanterie. Le IIe groupe passe au 456e RAL en juin puis, en août, le Ier groupe du 335e RAL devient le IIIe groupe du 135e(III/135e).

## Historique
À la création du 135e RAL, le I/135e, équipé de canons de 105 L, se trouve dans l'Aisne, près d'Oulches et Vassogne. Il appuie la 121e DI au déclenchement de l'offensive allemande de mars. Fin mars, le groupe quitte son secteur où l'attaque allemande ne s'intensifie pas et prend position le 1er avril à Méry (Oise) et à Coivrel, d'où il tire sur les assauts allemands. En juin, le groupe doit se replier face à l'offensive allemande déclenchée le 9 juin mais reprend partiellement ses positions deux jours plus tard. Le 9 août, il appuie l'offensive française en Picardie : les troupes du 35e CA atteignent Beuvraignes le 19 août. Le groupe est renforcé dans cette mission d'appui par le nouveau III/135e, équipé de canons de 155 L modèle 1877.
En septembre, le III/135e appuie les offensives françaises vers Roye et Guiscard. Pendant ce temps, le I/135e passe au repos à Chepoix puis, le 22, retrouve les combats dans la région de Chassemy, où il est rejoint par le IIIe groupe au ravin de Jouy. Les deux groupes participent ensuite à l'appui de la poursuite allemande, notamment la bataille de la Serre. Le 11 novembre, le I/135e a atteint Bossus et le III/135e Ébouleau.
Équipé de canons de 105 L, le II/135e passe au 456e RAL en juin,.
Formé en juillet 1917 sous le nom de XIIe groupe du 113e RAL, le VI/135e est équipé de canons de 155 C Schneider. Il constitue l'artillerie lourde divisionnaire de la 121e DI,.
Formé fin avril et équipé de canons de 155 C Schneider, le V/135e rejoint la 53e DI en mai près de Compiègne. Il se replie également le 9 juin face à l'avancée allemande, jusqu'à Clairoix et Margny-lès-Compiègne. Le 13 juin, il rejoint l'Alsace avec la 53e DI, dans le secteur calme de Masevaux, où il reste jusqu'au début du mois d'octobre,. Il rejoint alors le front de la Vesle puis le 14 octobre la région de Vouziers, où il appuie l'assaut sur l'Aisne de la 53e DI (bataille de Vouziers).
Le régiment est dissous en avril 1919.

## Chefs de corps
Le 135e RAL est commandé par le lieutenant-colonel Blomart de mars 1918 à janvier 1919,.